# 穆罕默德·阿里阿巴迪
穆罕默德·阿里阿巴迪（波斯語：محمد علی‌آبادی；英語：Mohammad Aliabadi，1956年—）是伊朗前任副總統及體育組織主席，他現時是伊朗奥林匹克委员会主席。

## 註腳
1. ↑  . Bultan News.   [June 27, 2011]. （原始内容存档于2011年7月12日） （波斯语）.
2. ↑  Ayesha Daya. . Bloomberg. 03-06-2011  [June 27, 2011]. （原始内容存档于2011-06-09） （英语）.
3. ↑  Jacquelin Magnay. . Telegraph. 2011-02-28  [June 27, 2011]. （原始内容存档于2011-03-10） （英语）.